# Galerijní rybník
Galerijní rybník je originální chovný rybník, který je spojený s uměleckou galerií dřevěných soch. Nachází se ve městě Jistebník v okrese Nový Jičín. Geograficky leží také v nížině Oderská brána (geomorfologický podcelek Moravské brány) a v Moravskoslezském kraji.

## Historie a popis
Původně bezejmenný rybník je od roku 2016 nazýván Galerijní rybník, protože na jeho břehu a hladině jsou umístěny dřevěné skulptury a plastiky. Sochy vznikly v rámci místních mezinárodních sochařských sympozií přímo na březích rybníka a jsou dílem několika sochařů, např. Peter Nižňanský - díla Strážce a Ochránkyně, Zdeněk Tománek - díla Průnikatel a Pták Zoban, Ondřej Vorel - dílo Touha, Juraj Čutek - dílo Bohyně Niké, Boris Jirků - dílo Ďas jistebnický aj. Skulptura Břevno v oku Tvém od Borise Jirků se přemístila z hráze rybníka do místní Galerijní ulice, aby se stala její významnou dominantou.
Na rybníku, který je v soukromém vlastnictví, bývá také prováděn výlov ryb.
Společně s Galerijní ulicí patří ke kulturním zajímavostem Jistebníku.

## Galerie

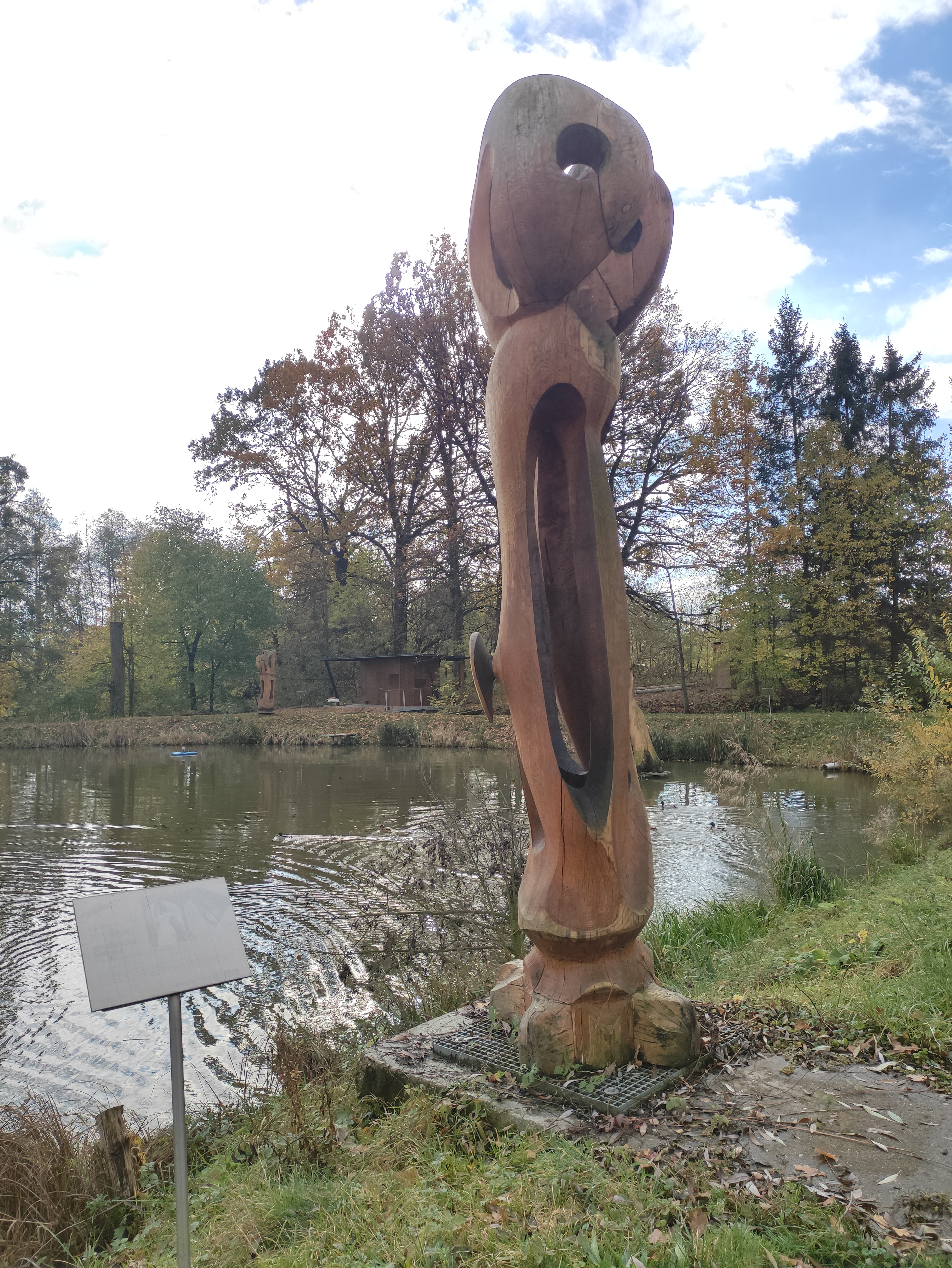
Jistebnická bohyně
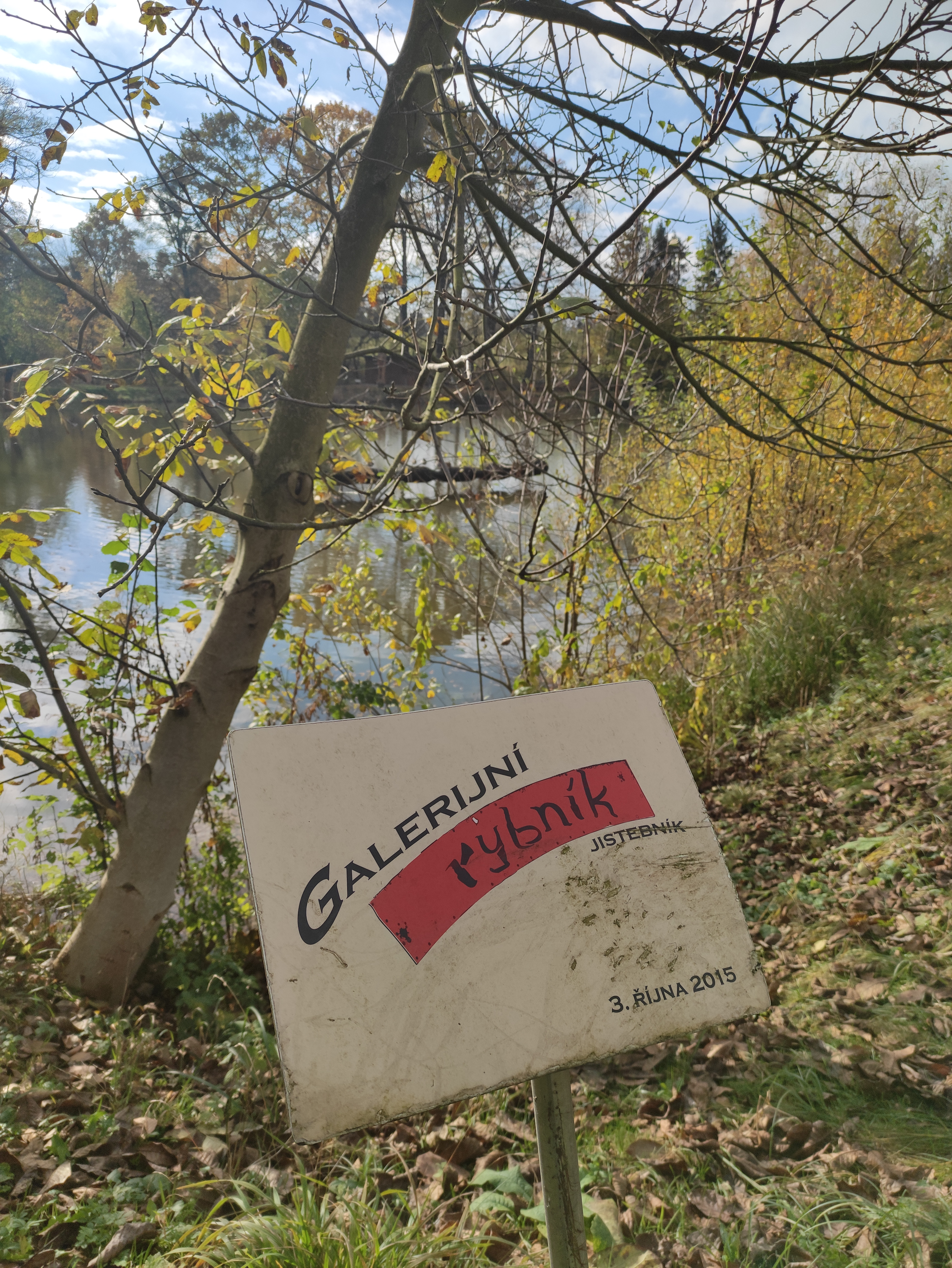
Informační panel
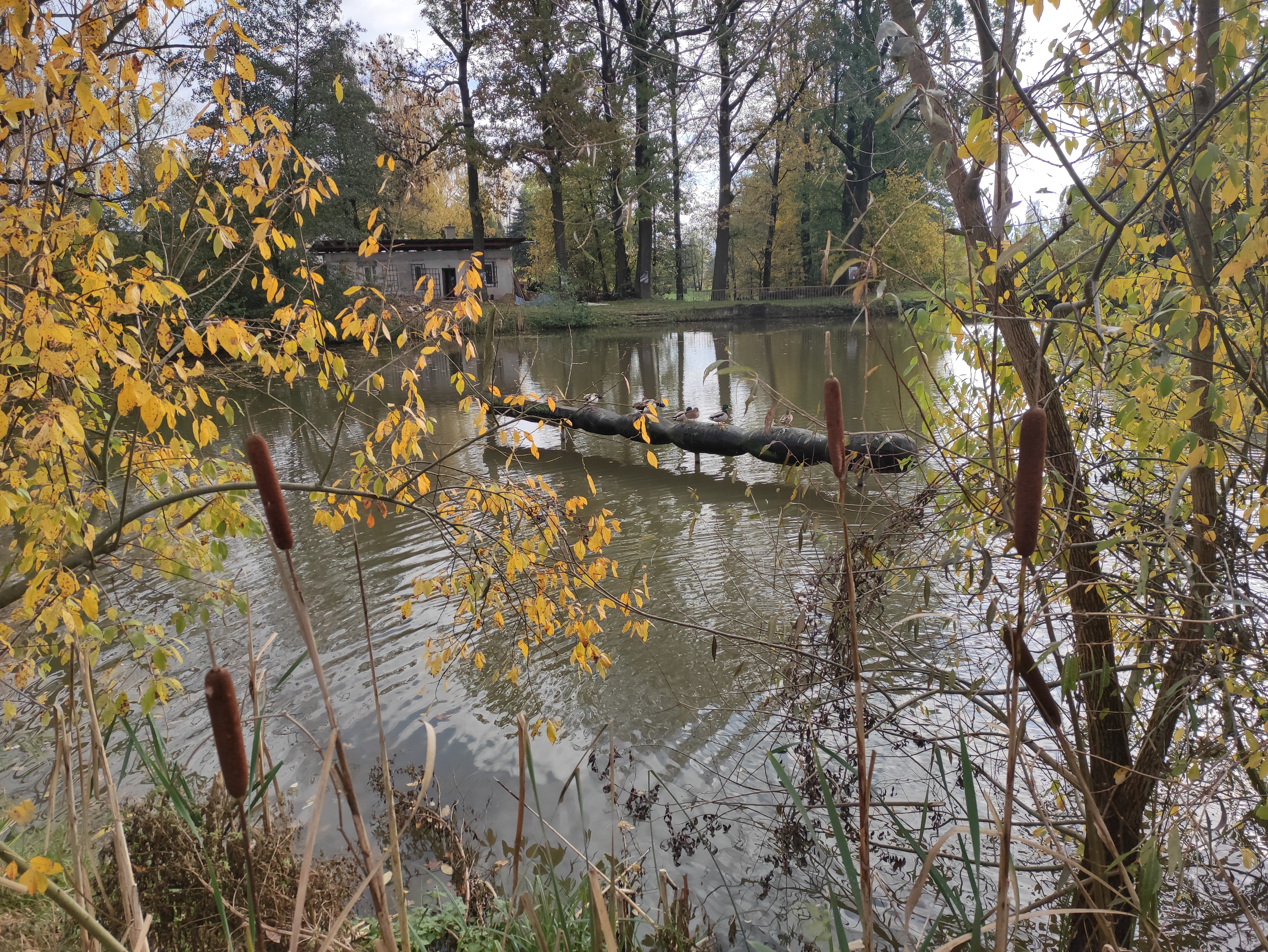
Průnikatel
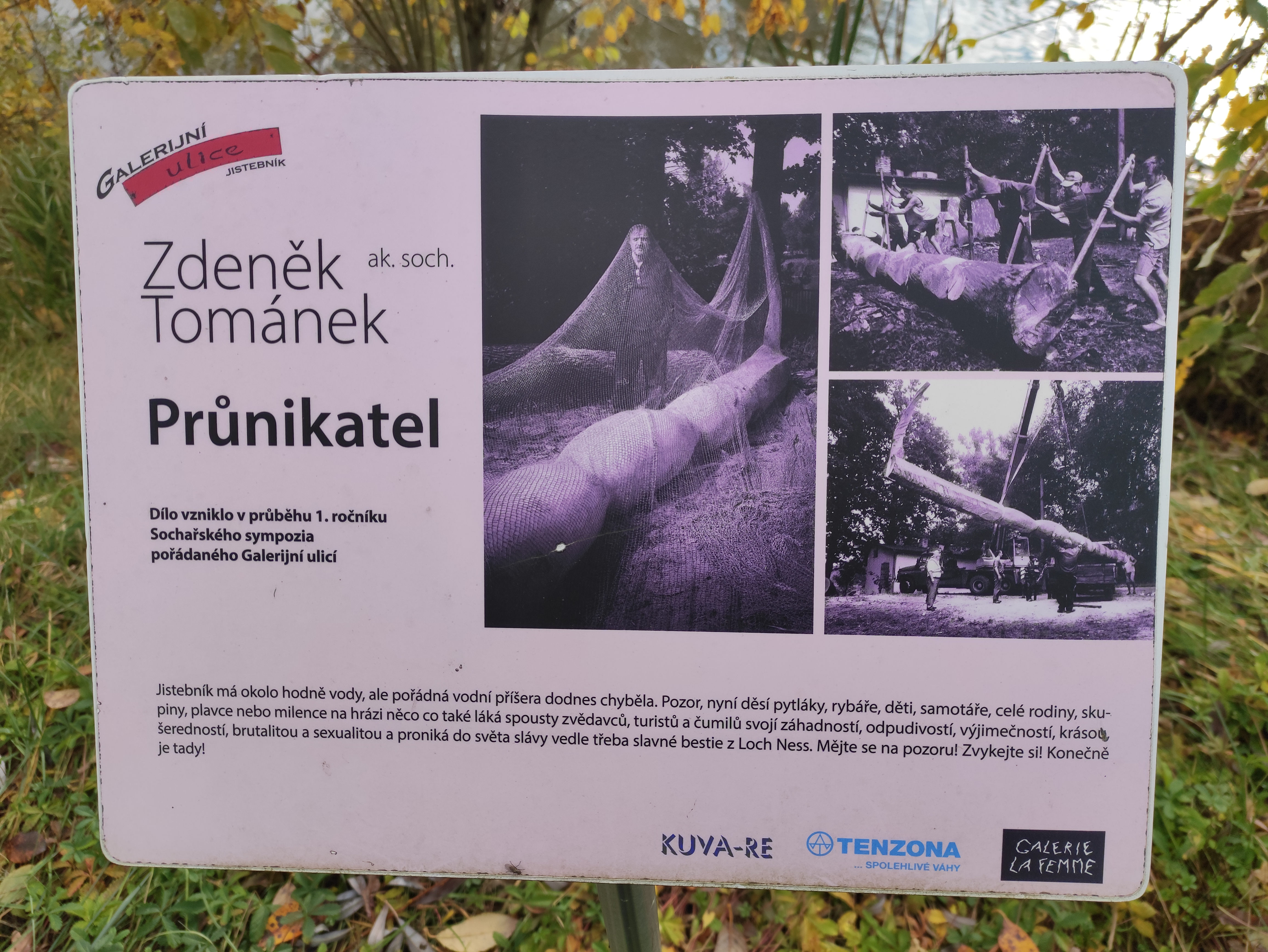
Informační panel Průnikatel

## Další informace
Místo je celoročně volně přístupné.